# Bitwa koło Przylądka Świętego Jerzego
Bitwa koło Przylądka Świętego Jerzego – bitwa morska stoczona w czasie II wojny światowej 26 listopada 1943 roku w rejonie pomiędzy Przylądkiem Świętego Jerzego na Nowej Irlandii a wyspą Buka (należącą obecnie do Papui-Nowej Gwinei) na Pacyfiku. Była to ostatnia bitwa z użyciem okrętów nawodnych w kampanii na Wyspach Salomona.

## Tło
Amerykańskie wojska wylądowały na Bougainville 1 listopada 1943 roku. Stanowiło to duże zagrożenie dla japońskiej bazy w zachodniej części wyspy Buka. W związku z tym na starsze niszczyciele „Amagiri”, „Yugiri” i „Uzuki” załadowano ok. 900 japońskich żołnierzy i wysłano je w celu wzmocnienia istniejącego garnizonu, pod osłoną dwóch nowych niszczycieli „Ōnami” i „Makinami” pod dowództwem komandora Kiyoto Kagawy na „Ōnami”. United States Navy dowiedziała się z doniesień wywiadu o planowanym konwoju i wysłała pięć niszczycieli 23. Flotylli Niszczycieli typu Fletcher – USS „Charles Ausburne”, „Claxton”, „Dyson” z 45. Dywizjonu oraz „Converse” i „Spence” z 46. Dywizjonu, pod dowództwem dowódcy flotylli komandora Arleigha Burke’a, w celu przechwycenia tego konwoju.

## Bitwa
Japońskie niszczyciele wyładowały bez przeszkód około północy 875 żołnierzy oraz zaopatrzenie, zabrały 655 osób personelu lotniczego i rozpoczęły powrót do Rabaulu. O godz. 1:40 w nocy, zostały one wykryte przez radary znajdujące się na amerykańskich niszczycielach. O godz. 1:56 trzy amerykańskie niszczyciele 45. Dywizjonu wystrzeliły 15 torped w kierunku Japończyków. Niszczyciel „Ōnami” został trafiony prawdopodobnie dwoma torpedami, po czym natychmiast zatonął w wybuchu z całą załogą i dowódcą zespołu japońskiego. „Makinami” został trafiony przez jedną torpedę, co skutkowało jego unieruchomieniem; został on następnie zatopiony przez ogień artyleryjski niszczycieli „Converse” i „Spence”. Zdołał jeszcze odpalić swoje torpedy do podchodzących niszczycieli amerykańskich i trafił niszczyciel „Converse”, lecz torpeda nie wybuchła i nie wyrządziła mu większych szkód. Z „Makinami” uratowało się tylko 28 ludzi.
Pozostałe niszczyciele japońskie grupy transportowej rozpoczęły ucieczkę na północ, ścigane przez Amerykanów. Dowódca zespołu transportowego kmdr Katsumori Yamashiro zdecydował rozdzielić siły. Komandor Burke udał się w pogoń za „Yugiri” i zatopił go o godz. 3:30 nad ranem. Z niszczyciela i przewożonych żołnierzy uratowało się 278 ludzi, podjętych później przez japońskie okręty podwodne. „Uzuki” i „Amagiri” zdołały jednak ujść, będąc już w pobliżu bazy japońskiej w Rabaulu.

## Po bitwie
Bitwa oznaczała koniec Tokyo Express, jak również kres oporu Japończyków na Wyspach Salomona. Okazała się także sporym sukcesem aliantów, przechwytujących japoński zespół w pobliżu nieprzyjacielskich wód, bez strat własnych. Z drugiej strony, Japończycy zdołali dostarczyć posiłki na Bukę i ewakuować stamtąd ok. 2/3 zabranego personelu. Do czasu kampanii na Marianach i wyspach Palau, które rozpoczęły się wraz z inwazją Saipanu w czerwcu 1944 roku, nie przeprowadzono już żadnych akcji militarnych z użyciem okrętów nawodnych w wojnie na Pacyfiku.

## Upamiętnienie
Jeden z amerykańskich krążowników typu Ticonderoga, w służbie od 1993 roku, został nazwany USS „Cape St. George” w celu upamiętnienia tej bitwy.